# دنیاگیری کووید-۱۹ در تایلند
دنیاگیری کووید-۱۹ در تایلند بخشی از دنیاگیری بیماری کروناویروس ۲۰۱۹ در جهان است. اولین مورد تأیید شده در تایلند در ۸ ژانویه ۲۰۲۰ در شهر بانکوک اعلام شد.